# Падишах
Падишах (перс. پادشاه, тур. padişah), титула врховног владара персијског порекла.

## Етимологија и значење
Реч падишах на персијском језику дословно значи господар над краљевима или врховни краљ. Кроз историју исламских држава западне и јужне Азије ова титула користила се као синоним за самодржац, цар, султан, велики султан. Падишах је била званична титула владара Османског царства, Сафавидског Ирана и Могулског царства у Индији, али је повремено коришћена и за исламске владаре много мањег значаја у другим земљама.

## У османском царству
Титулу падишаха први је од турских султана понео Сулејман Величанствени (1520-1566). Као увод у званичним актима, титула османског владара гласила јеː „Ја, султан и падишах Средоземља, Црног мора, Румелије, Анадолије, земље Рума и Карамана, земаља Зулкадра, Дијарбекира, Курдистана и Азербејџана, Персије, Дамаска и Алепа, Египта, светог Јерусалима, славне Меке и светле Медине, свиха арапских земаља, Јемена и Џаде, татарскиз територија, као и бројних других земаља освојених несавладивом силом мојих светлих предака и мојих великих претходника, као и великог броја земаља које је освојила моја сабља из које избија пламен...”. Као што се може видети, титула османског цара обједињавала је арапску титулу султана, персијску титулу шаха и турско-монголску титулу хана, свака од њих са наслеђеном политичком традицијом која је подразумевала апсолутну власт. Сулејман Величанствени узео је титулу падишаха након што је његов отац Селим (1512-1520) победио мамелучке султане из Египта и постао заштитник Меке и Медине, претендујући тако на врховног владара читавог муслиманског света. По османлијским правницима, падишах је био „султан свих султана Истока и Запада”, „владар над владарима”, „онај који додељује круне монарсима на Земљи” и „божја сенка на Земљи”.

## У књижевности
Цар падишах Шадам IV из династије Корино је један од антагониста у научнофантастичном роману Дина америчког писца Френка Херберта.